# Chiesa di Santa Maria Immacolata (Brugherio)
Annessa alla Cascina Increa, accanto all'entrata di Villa Tizzoni Ottolini, vi è la piccola Chiesa di Santa Maria Immacolata.

## Storia
È stata l'oratorio di una delle cascine più antiche di Brugherio che, non avendo subito interventi di ristrutturazione architettonica troppo invasivi, rappresenta l'originaria realtà rurale della città. In passato Increa apparteneva al comune di Cernusco Asinario (ora Cernusco sul Naviglio); entrò a far parte della Parrocchia di San Bartolomeo già dal 1578 e, in seguito, venne annessa al Comune di Brugherio (costituito nel 1866).

## Architettura e note artistiche
L'ingresso della chiesetta, appena evidenziato da una coppia di lesene che ne segnano la facciata, può sfuggire ad un osservatore poco attento. Sopra la porta di ingresso è collocata una lapide contenente le seguenti parole:
DEIPARAE VIRGINI
IMMACULATAE
EIUSQUE SPONSO
A.C. SS. MARIAE MAGDALENAE
ET TERESIAE
ANNO MDCLXXXXI
L'iscrizione ricorda l'intitolazione della chiesetta alla Madonna Immacolata, San Giuseppe, Santa Maria Maddalena e Santa Teresa avvenuta nel 1691.
L'interno della chiesa è composto da un'aula quadrata e da una piccola abside rettangolare dove è posizionato il dossale dell'altare marmoreo tardo-barocco; questo ha un andamento curvilineo che segue la lieve concavità di raccordo tra la parete di fondo e le pareti laterali. In una nicchia sopra l'altare è posta una statua novecentesca raffigurante la Madonna col Bambino. La nicchia risulta inquadrata da un'ancona marmorea con cimasa sagomata ed è inserita in una decorazione di gusto settecentesco che raffigura colonne e ghirlande di fiori che, illusionisticamente, rendono l'abside più ampio e profondo.
La decorazione delle pareti prosegue ed inserisce, in alto, una finestra quadrangolare in un contesto decorativo che crea continuità con la parte sottostante. Un pluteo sagomato in marmo rosa separa la zona del presbiterio dalla navata.

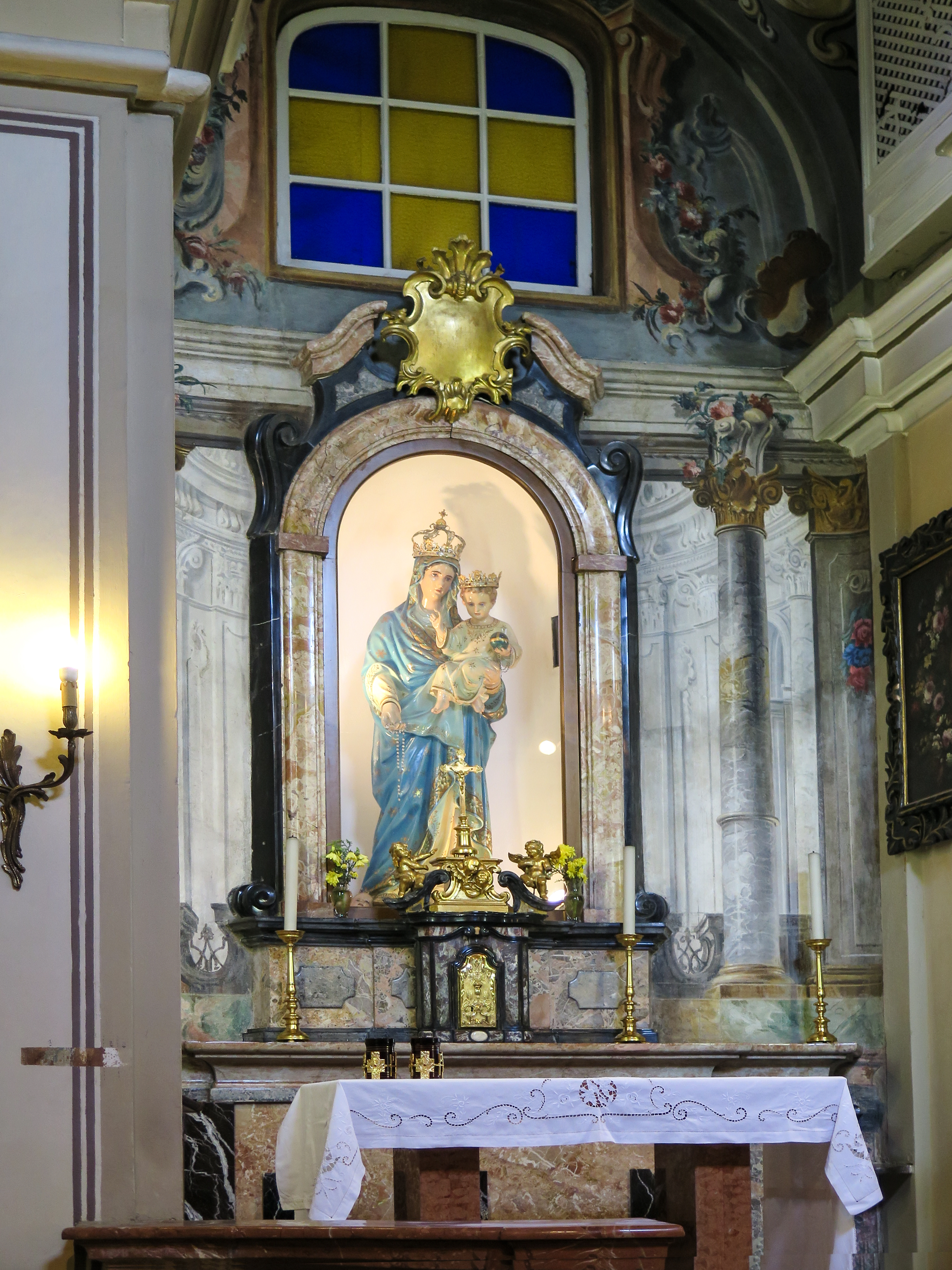
ALTARE DELLA CHIESA DI SANTA MARIA IMMACOLATA

Sulla volta del presbiterio è raffigurato il tetramorfo con i simboli dei Quattro Evangelisti, che, probabilmente, è stato realizzato, insieme alle decorazioni della volta della navata, successivamente alla realizzazione della decorazione dell'altare.

La volta della navata celebra la Vergine Maria: in quattro scudi vengono riportati quattro diversi nomi della Madonna scelti tra le voci delle litanie. Al centro della volta appare una colomba in volo; è realizzata in gesso, inserita in una formella polilobata e raggiata, e rappresenta lo Spirito Santo.

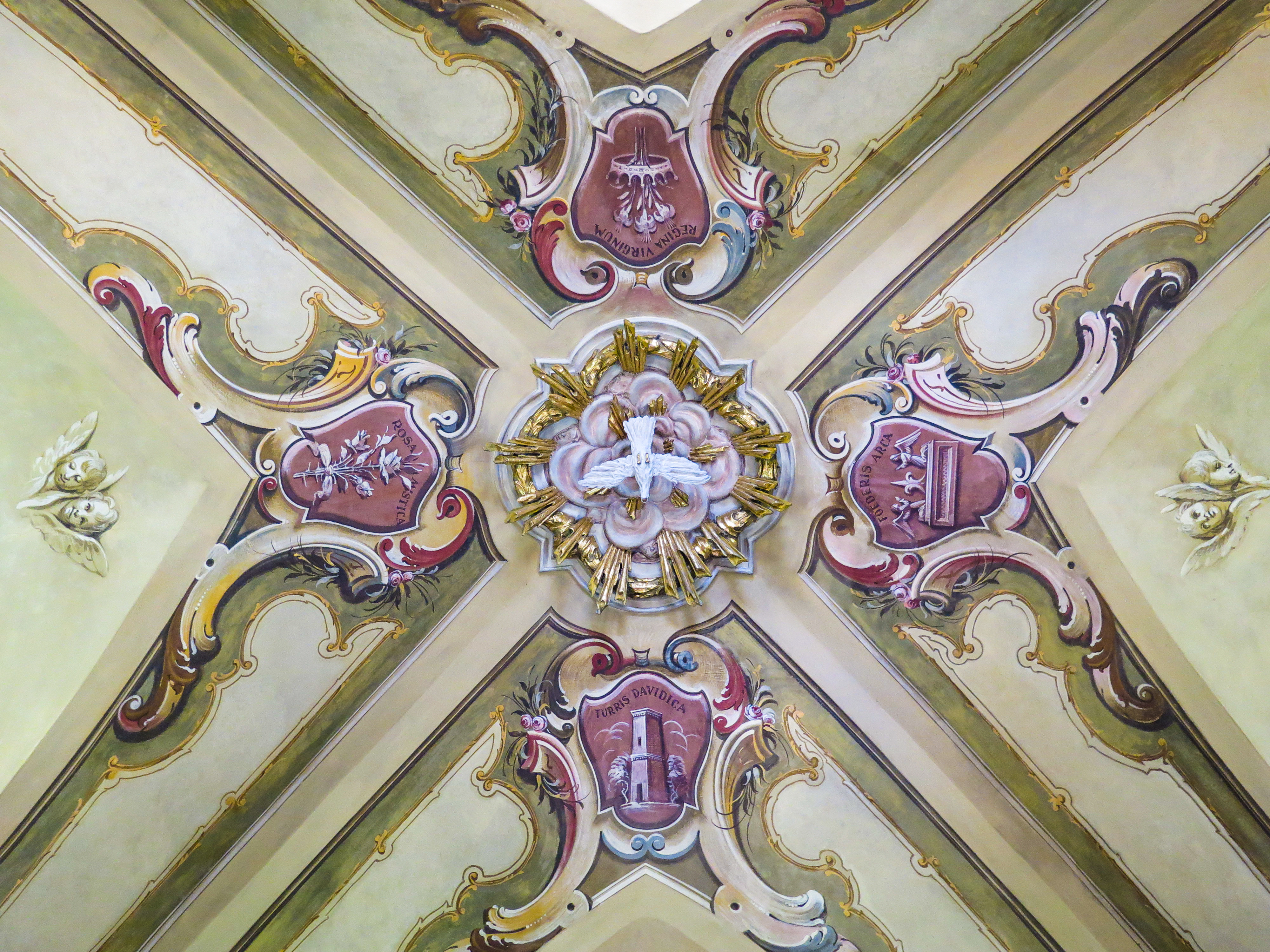
CHIESA DI SANTA MARIA IMMACOLATA - AFFRESCO

Ai lati dell'altare, sulle pareti del presbiterio, sono collocate due tele con uguale cornice in legno intagliato. A sinistra viene rappresentata l'Agonia di San Giuseppe e a destra la scena dell'Adorazione dei Magi che viene inserita in una ghirlanda di fiori; questo modulo figurativo era diffuso nella pittura lombarda di destinazione privata tipico del XVII secolo.
Lungo la navata sono posizionate alcune lapidi alla memoria degli antichi proprietari che danno un'impronta di storia non comune in una chiesetta come quella di Increa.
A destra, accanto ad una lapide in memoria di Ester Zanzoterra Robbiani, spicca la bella lastra neoclassica voluta da Elisabetta Napollon in ricordo del marito Giulio Ottolini Visconti, morto il 26 luglio 1839. Si tratta di un bassorilievo in marmo bianco, che rappresenta di profilo la donna, vestita con un abito classico e sontuoso, mentre è seduta con il capo chino in un atteggiamento di profonda tristezza. La donna piange su un'anfora romana al cui centro è scolpito il ritratto del Conte Ottolini.